# 11420 Zoeweiss
11420 Zoeweiss è un asteroide della fascia principale. Scoperto nel 1999, presenta un'orbita caratterizzata da un semiasse maggiore pari a 2,1795905 au e da un'eccentricità di 0,1578354, inclinata di 5,89127° rispetto all'eclittica.